# Ponikve (Velika Kladuša)
Pour les articles homonymes, voir Ponikve.
Ponikve (en cyrillique : Поникве) est un village de Bosnie-Herzégovine. Il est situé dans la municipalité de Velika Kladuša, dans le canton d'Una-Sana et dans la fédération de Bosnie-et-Herzégovine. Selon les premiers résultats du recensement bosnien de 2013, il compte 913 habitants.

## Géographie
Le village est situé au bord de la Glina, un affluent droit de la Kupa, et à la frontière entre la Bosnie-Herzégovine et la Croatie.

## Démographie

### Évolution historique de la population dans la localité
| 1948 | 1953 | 1961 | 1971 | 1981 | 1991  | 2013 |
| ---- | ---- | ---- | ---- | ---- | ----- | ---- |
| -    | -    | 654  | 764  | 909  | 1 068 | 913  |

|  |